# Зарубування вибою
Зару́бування ви́бою (рос. зарубка забоя, англ. cutting a bace, нім. Schrämen n) — при видобутку корисних копалин — процес утворення у вибої врубової щілини по корисній копалині або вмісних породах баровим виконавчим органом гірничої машини. 
Проводиться врубовими машинами, здебільшого по пачці пласта найменшої міцності, рідше — по підошві пласта або прошарку.